# NGC 4558
NGC 4558 је спирална галаксија у сазвежђу Береникина коса која се налази на NGC листи објеката дубоког неба.
Деклинација објекта је + 26° 59' 30" а ректасцензија 12h 35m 52,6s. Привидна величина (магнитуда) објекта NGC 4558 износи 14,7 а фотографска магнитуда 15,5. NGC 4558 је још познат и под ознакама MCG 5-30-28, CGCG 159-23, PGC 42019, PGC 41995.